# Estación de Font Almaguer
Font Almaguer es una estación de la línea 1 de Metrovalencia. Se encuentra en la urbanización de Almaguer-Espedreñals, una zona residencial situada dentro del término municipal de Benifayó. Consiste en un edificio de dos plantas en el que se encuentra la taquilla para la venta de billetes, actualmente cerrada. Este edificio da acceso a las vías, que se encuentran al aire libre. En los andenes hay instaladas unas cubiertas metálicas y unos bancos.
La estación dispone de dos vías destinadas a la parada de trenes que prestan servicio de viajeros, utilizándose la vía dos también como apartadero. El andén oeste se utiliza para los trenes que circulan con dirección norte y el andén este se utiliza para los que circulan en dirección sur. Para cruzar del andén oeste al este es necesario cruzar las vías por un paso a nivel.
Del 30 de octubre de 2024 al 26 de junio de 2025, a consecuencia de las graves inundaciones acontecidas en la provincia de Valencia, la estación permaneció cerrada. Se habilitaron servicios alternativos de autobuses con parada en las estaciones afectadas.